# Anthurium mostaceroi
Anthurium mostaceroi är en kallaväxtart som beskrevs av Thomas Bernard Croat. Anthurium mostaceroi ingår i släktet Anthurium och familjen kallaväxter. Inga underarter finns listade.